# Amarapura Nikaya

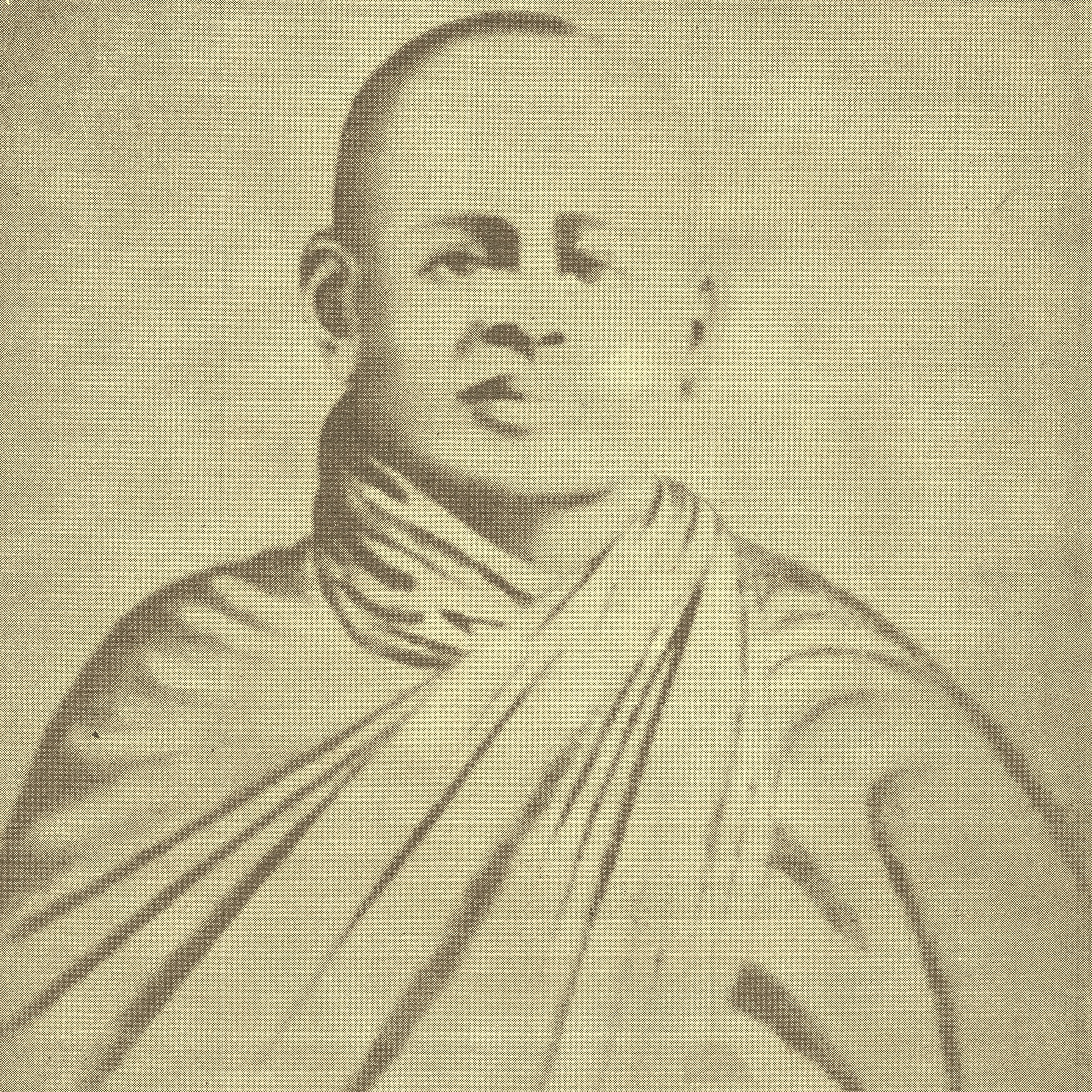
Walitota Sri Gnanawimalatisssa Maha Thera, der Gründer von Amarapura Nikaya.

Amarapura Nikaya ist eine sri-lankische buddhistische Sekte (Mönchsorden = gaṇa oder nikāya), die 1800 gegründet wurde. Sie wurde nach der Stadt Amarapura in Burma benannt, der damaligen Hauptstadt der Konbaung-Dynastie. Amarapura Nikaya ist eine Sekte des Theravada-Buddhismus.

## Geschichte
Mitte des 18. Jahrhunderts war upasampada – die asketische Ordination zum Bhikkhu (Mönch) im Gegensatz zur sāmaṇera (śrāmaṇera, Novizen-Ordination) – in Sri Lanka ausgestorben. Die buddhistischen Orden waren in den letzten fünfhundert Jahren dreimal ausgestorben gewesen und in der Herrschaftszeit von Vimaladharmasuriya I. von Kandy (1591–1604) und Vimaladharmasuriya II. (1687–1707). Diese Erneuerungen waren jedoch nur kurzlebig. In dieser Zeit war das Vinaya (die Ordensdisziplin) fast vollständig aufgegeben worden und Mitglieder des Sangha im Königreich Kandy besaßen eigenes Land, hatten Frauen und Kinder, residierten in Privathäusern und wurden als „Ganinnanses“ bezeichnet. Auf Initiative von Weliwita Sri Saranankara Thero (1698–1778) besuchte der Thai-Mönch Upali Thera Kandy während der Regierungszeit von Kirti Sri Rajasinha (1747–1782) und begründete erneut den Ordens-Buddhismus in Sri Lanka (1753). Diese Sekte erhielt den Namen Siam Nikaya nach dem Herkunftsland Thailand.
1764, gerade einmal ein Jahrzehnt nach der Erneuerung, gelang es einer Gruppierung innerhalb der neugegründeten Siam Nikaya, die Ordination (upasampada) exklusiv auf Mitglieder der Govigama-Kaste zu beschränken. In dieser Zeit gab es auf Seiten der traditionellen Adligen im Königreich Kandy immer wieder große Verluste, weil andauernd Kriege mit den niederländischen Herrschern der Küstenprovinzen zu bestehen waren. In den Küstenprovinzen kam es zudem zu einem Machtwechsel, als eine neue Ordnung die alte verdrängte. Mandarampura Puvata, ein Text aus der Kandy-Epoche, berichtet von den genannten radikalen Veränderungen im monastischen Orden und beweist, dass es keine einstimmige Entscheidung des Sangha war. In dem Text heißt es, dass zweiunddreisig ‘Älteste’-Mitglieder des Sangha, die sich dieser Änderung widersetzten, von den Reformern nach Jaffna verbannt wurden.
Die Ausschließlichkeit der Ordination für Mitglieder der Govigama, die 1764 gesichert worden war, wurde fast unmittelbar durch Mitglieder anderer Kasten herausgefordert, die ohne die Patronage des Königs von Kandy oder des British Empire, ihre eigene upasampada (Ordination) in Totagamuwa Vihara 1772 abhielten. Und erneut wurde eine Upasampada 1798 in Tangalle abgehalten. Keiner dieser Zeremonien wurde von der Siam Nikaya beglaubigt, sondern verurteilt als nicht regelkonform mit den Regeln des Vinaya. König Rajadhi Rajasinghe (1782–1798) hatte ein Gesetz erlassen, welches das Recht auf Zugang zu höherer Ordination auf die Mitglieder der Govigama beschränkte. Damit wurde den Buddhisten in den Küstenprovinzen der Zugang zu einer gültigen Ordinations-Linie versagt. In der Hoffnung diese Situation zu verändern, finanzierten wohlhabende Laien aus den Küstenprovinzen eine Expedition nach Siam um eine neue monastische Linie zu begründen.
1799 brach Walitota Sri Gnanawimalatisssa, ein Mönch aus der Kaste der Salagama, aus Balapitiya an der Südwestküste von Sri Lanka auf, um in Siam zusammen mit einer Gruppe von Novizen eine neue Sukzessionslinie für die Höhere Ordination zu finden. Zwei Sahabandu Mudaliyars und andere prominente Dayakayas übernahmen die Kosten dieser Mission und machten die notwendigen Arrangements für die Reise. Unterwegs erlebte die Reisegesellschaft allerdings eine Situation, in der das Schiff plötzlich nicht mehr vorankam. Als das Schiff wieder flott war, wies der niederländische Kapitän des Schiffes darauf hin, dass der Buddhismus in Amarapura, Burma, zu der Zeit viel stärker in Blüte stand, als der in Siam. Der Mönch stimmte dem Vorschlag des Kapitäns zu und dieser besorgte durch Vermittlung des niederländischen Consuls in Hansawathy (Burma) die notwendigen Empfehlungsschreiben für die religiösen und weltlichen Autoritäten in Amarapura. Der erste Bhikkhu wurde 1800 in Burma vom Sangharaja von Burma ordiniert, nachdem seine Gruppe vom König Bodawpaya in Burma willkommen geheißen worden war. Die Mitglieder der Gruppe studierten zwei Jahre beim Sangharaja.
Die ursprüngliche Gruppe kehrte 1803 nach Sri Lanka zurück. Bald nach ihrer Rückkehr gründeten sie das udakhupkhepa sima (einen Boots-Verbund) auf dem Madu Ganga, Balapitiya, und unter führung der ältesten burmesischen Bhikkhus, die sie begleiteten, hielten sie eine Upasampada-Zeremonie am Uposatha (Festtag) Vesakh. Der neue Orden wurde als „Amarapura Nikaya“ bekannt nach der Stadt von König Bodawpaya.
Mehrere folgende Fahrten nach Burma von Mönchen der Karava- und Durava-Kasten schufen bis 1810 eine Kerngruppe ordinierter Mönche und schufen die erforderlichen Voraussetzungen für Höhere Ordination von Amarapura Nikaya-Mönchen in Sri Lanka. Bald darauf erhielt der Orden auch die Anerkennung der britischen Kolonialregierung. Die radikalen Änderungen der Ordinationsbestimmungen durch die Siam Nikaya 1764 und ihr Fortbestehen trotz des Gegensatzes zu den Lehren des Gautama Buddha belastet den sri-lankischen Buddhismus bis heute, da die Kastentrennung fortbesteht.

## Amarapura Mahasangha Sabha
Die Amaprapura Nikaya war aufgeteilt in mehrere Unter-Ordern und wurde aufgrund von Initiativen von Balangoda Ananda Maitreya Thero und Madihe Pannaseeha Thero in den 1960ern vereinigt. Es entstand die Sri Lanka Amarapura Mahasangha Sabha und eine gemeinsame Upasampada-Zeremonie für die ganze Amarapura Nikaya wurde beim Uposathagharaya im Sri Vajiranana Dharmayatanaya, Maharagama am 13. Juli 1969 gefeiert. Zu dieser Veranstaltung erschien auch das damalige Staatsoberhaupt, Governor-General of Ceylon William Gopallawa. Eine oberstes Mahanayaka-Amtn für die Sri Lanka Amarapura Mahasangha Sabha wurde eingerichtet und Madihe Pannaseeha Thero wurde der erste Amtsträger. Daneben wurde der Posten eines Präsidenten der Amarapura Nikaya geschaffen und Balangoda Ananda Maitreya Thero wurde der erste Präsident der Amarapura Mahasangha Sabha.

## Bedeutung
Die Gründung der Amarapura Nikaya markierte einen Wechsel in der sozialen Dynamik des Buddhismus in Sri Lanka. Erstmals war eine monastische Linie nicht durch königliche Patronage entstanden, sondern durch Kollektives Handeln einer Gruppe von hingebungsvollen buddhistischen Laien. Die Amarapura Nikaya war daher unabhängig von Regierung und königlicher Macht und stärker mit ihren Gönnern aus der wachsenden Mittelschicht verbunden. Das nahm die wachsende Macht der Mittelklasse von Sri Lanka im 19. Jahrhundert voraus und förderte die Entstehung eines so genannten Protestant Buddhism, in dem größere Macht und Autorität bei den Laien anstatt den monastischen Autoritäten liegt.

## Oberster Mahanayaka (Chief Monk)
| Name                                  | Voller Name mit Ehrentiteln | Von            | Bis               |
| ------------------------------------- | --- | -------------- | ----------------- |
| Kotugoda Dhammawasa Thera             | Dharmapala Wanshalankara Sadharama Keerthi Sri Tripitaka Visharadha Aggamaha Panditha Most Ven Kotugoda Dhammawasa Maha NayakaThero | 3. August 2017 |                   |
| Davuldena Sri Gnanissara Thero        | | September 2003 | 3. April 2017     |
| Madihe Pannaseeha Thero               | | 13. Juli 1969  | 9. September 2003 |
|                                       | |                |                   |
| Walitota Gnanawimalatisssa Maha Thera | |                |                   |

## Abteilungen
Amarapura Maha Nikaya unterteilt sich in 21 Ordens-Zweige. Man geht davon aus, dass diese Unterabteilungen sich anhand von Kastengrenzen gebildet haben.
1. Amarapura Sirisaddhammawansa Maha Nikaya
2. Amarapura Mulawamsika Nikaya
3. Udarata Amarapura Nikaya
4. Amarapura Sabaragamu Saddhamma Nikaya
5. Saddhamma Yutthika (Matara) Nikaya
6. Dadalu Paramparayatta Amarapura Nikaya
7. Amarapura Mrammawansabhidhaja
8. Amarapura Vajirawansa Nikaya
9. Kalyanavansika Sri Dharmarama Saddhamma Yuttika Nikaya
10. Sri Lanka Svejin Maha Nikaya
11. Sabaragamu Saddhammawansa Nikaya
12. Amarapura Ariyavansa Saddhamma Yuttika Nikaya
13. Culagandhi Nikaya
14. Udarata Amarapura Samagri Sangha Sabhawa
15. Uva Amarapura Nikaya
16. Amarapura Sri Dhammarakshita Nikaya
17. Udukinda Amarapura Nikaya
18. Sambuddha Sasanodaya Sangha Sabhawa
19. Amarapura Maha Nikaya
20. Amarapura Nikaya
21. Sri Kalyaniwansa Nikaya